# Erwin Dumbrille
Erwin Dumbrille (* 18. Oktober 1930 in Traverse City, Michigan; † 29. Januar 2013 in Valencia, Kalifornien) war ein US-amerikanischer Filmeditor, der in seiner Karriere über 20 Kino-, Fernseh- und Dokumentarfilm-Produktionen im Bereich Filmschnitt betreute. Darunter Filme wie Namu, der Raubwal, Birds Do It oder Havana, Habana.

## Leben und Karriere
Erwin L. Dumbrille wurde 1930 in Traverse City im Bundesstaat Michigan, als ältester Sohn der Eheleute Leon und Wantena (Beaber) Dumbrille geboren. Sein Vater Leon Dumbrille arbeitete lokal als Klavierstimmer und Filmvorführer. Dumbrille begann seine Laufbahn 1963 als Editor bei der US-amerikanischen TV-Serie The Lawbreakers. Seinen Einstieg beim Kino gab er 1966 für László Benedeks Abenteuerfilm Namu, der Raubwal mit Robert Lansing und John Anderson in den Hauptrollen. Noch im gleichen Jahr lieferte er den Schnitt für Andrew Martons Familienkomödie Birds Do It.
In den nachfolgenden Dekaden arbeitete Dumbrille hauptsächlich für das Fernsehen. So betreute er als Editor neben Fernsehfilmen zwischen den 1960er und 1990er Jahren auch zahlreiche Episoden von Fernsehserien wie Flipper, Off to See the Wizard, Time Express, Spider-Man – Der Spinnenmensch, Agentin mit Herz oder für die Vietnam-Serie China Beach, für die er 1988 zusammen mit seinem Editor-Kollegen Christopher Nelson eine Emmy-Nominierung erhielt.
Nach seiner letzten Kinoarbeit für Claude Brickells Filmdrama Havana, Habana, datierend aus dem Jahr 2007, beendete Erwin Dumbrille seine Karriere als Filmeditor. Dumbrille verstarb am 29. Januar 2013 im Alter von 82 Jahren in Valencia im Bundesstaat Kalifornien.
Erwin Dumbrille war der ältere Bruder von Merlin Thomas Dumbrille (1931–2014), der bei einem Radiosender in Traverse City arbeitete.

## Auszeichnungen
- 1988: Emmy-Nominierung in der Kategorie Outstanding Editing for a Series - Single Camera Production für China Beach zusammen mit Christopher Nelson

## Filmografie (Auswahl)

### Film
- 1966: Namu, der Raubwal (Namu, the Killer Whale)
- 1966: Birds Do It
- 1969: Hello Down There
- 1973: Happy as the Grass Was Green
- 2005: Mr. Christmas
- 2007: Havana, Habana

### Kurz- und Dokumentarfilm
- 1975: Mysteries from Beyond Earth (Dokumentarfilm)
- 1978: A Rainy Day (Kurzfilm)
- 1985: Summer’s End (Kurzfilm)

### Fernsehen
- 1963–1964: The Lawbreakers (Fernsehserie, 11 Episoden)
- 1966–1967: Flipper (Fernsehserie, 15 Episoden)
- 1967: Off to See the Wizard (Fernsehserie, 1 Episode)
- 1970: Raquel-Welch-Show (Fernsehfilm)
- 1970: Gefahr in der Tiefe (The Aquarians) (Fernsehfilm)
- 1978: Spider-Man schlägt zurück (Spider-Man Strikes Back) (Fernsehfilm)
- 1979: Spider-Man gegen den gelben Drachen (Spider-Man: The Dragon's Challenge) (Fernsehfilm)
- 1979: Time Express (Fernsehserie, 2 Episoden)
- 1978–1979: Spider-Man – Der Spinnenmensch (Fernsehserie, 4 Episoden)
- 1980: Scruples (Fernsehminiserie)
- 1980: Hauch des Todes (The Last Song) (Fernsehfilm)
- 1981: Scruples (Fernsehfilm)
- 1983–1987: Agentin mit Herz (Fernsehserie, 28 Episoden)
- 1984: Cartier Affäre (The Cartier Affair) (Fernsehfilm)
- 1988–1991: China Beach (Fernsehserie, 17 Episoden)